# Guy Henry
Guy Henry (n. 28 ianuarie 1875, Nebraska, SUA – d. 29 noiembrie 1967, Wenatchee⁠(d), Washington, SUA) a fost un ofițer ce a reprezentat Statele Unite ale Americii, medaliat olimpic. A participat la o ediție a Jocurilor Olimpice (1912) în care a câștigat o medalie de bronz.

## Participări
Lista de mai jos prezintă principalele competiții la care a participat Guy Henry de-a lungul carierei.
- equestrian at the 1912 Summer Olympics – team eventing[*]